# أليكس كيد: هاي-تيك رولد
أليكس كيد: هاي-تيك ورلد (بالإنجليزية: Alex Kidd: High-Tech World)‏ ، هي لعبة فيديو من نوع لعبة منصات ومغامرات، أنتجت شركة سيجا عام 1987م في اليابان، وترجمت باللغة الإنجليزية عام 1990م.

## وصلات خارجية
- أليكس كيد: هاي-تيك رولد على موبي غيمز
- أليكس كيد: هاي-تيك رولد على موقع غيم فاكس
- Total Makeover: Same Game, Different Name from 1UP.com info for localization changes